# Naturschutzgebiet Katmecketal

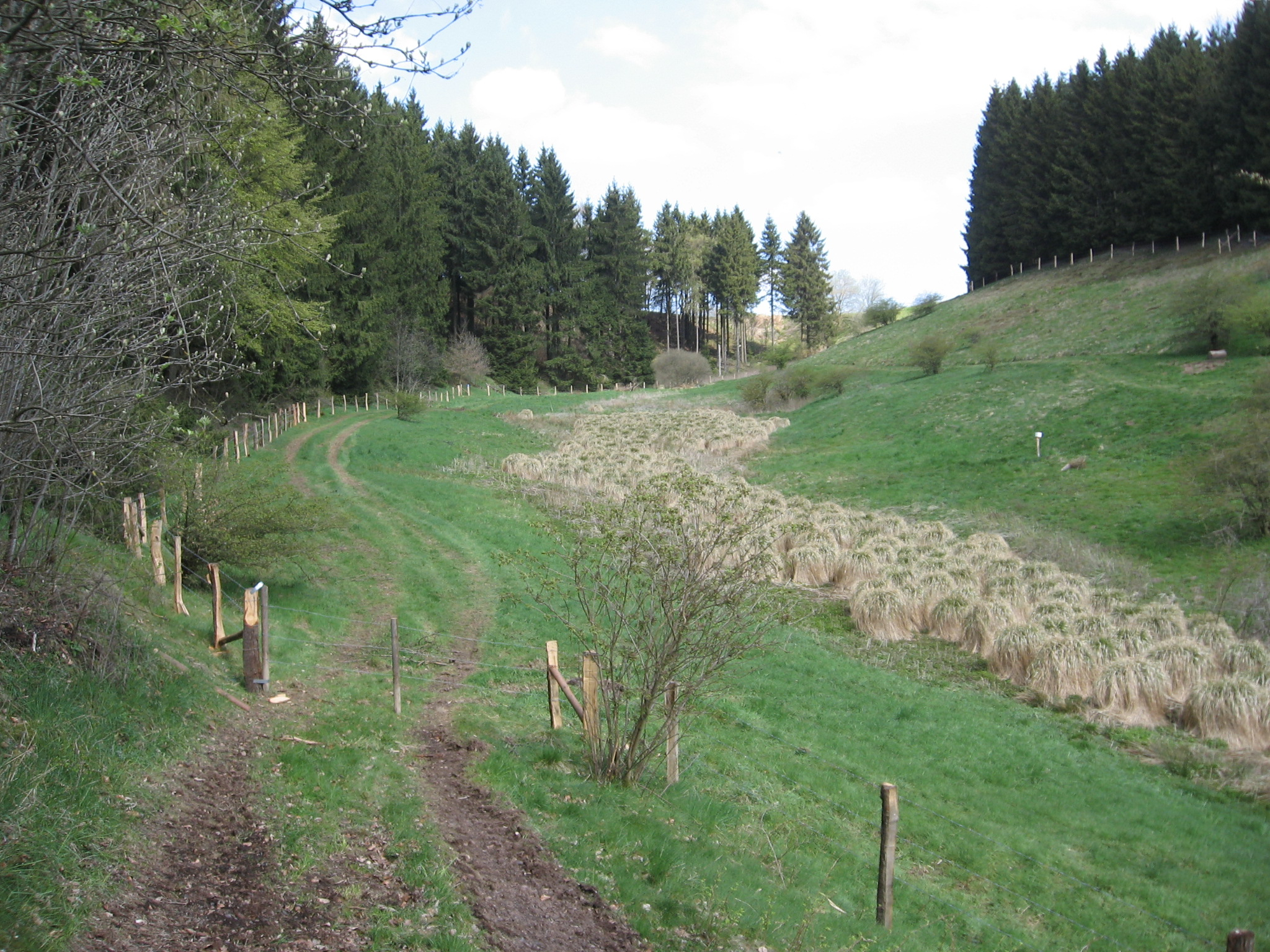
Bereich Judenloch mit Quellbereich der Katmecke

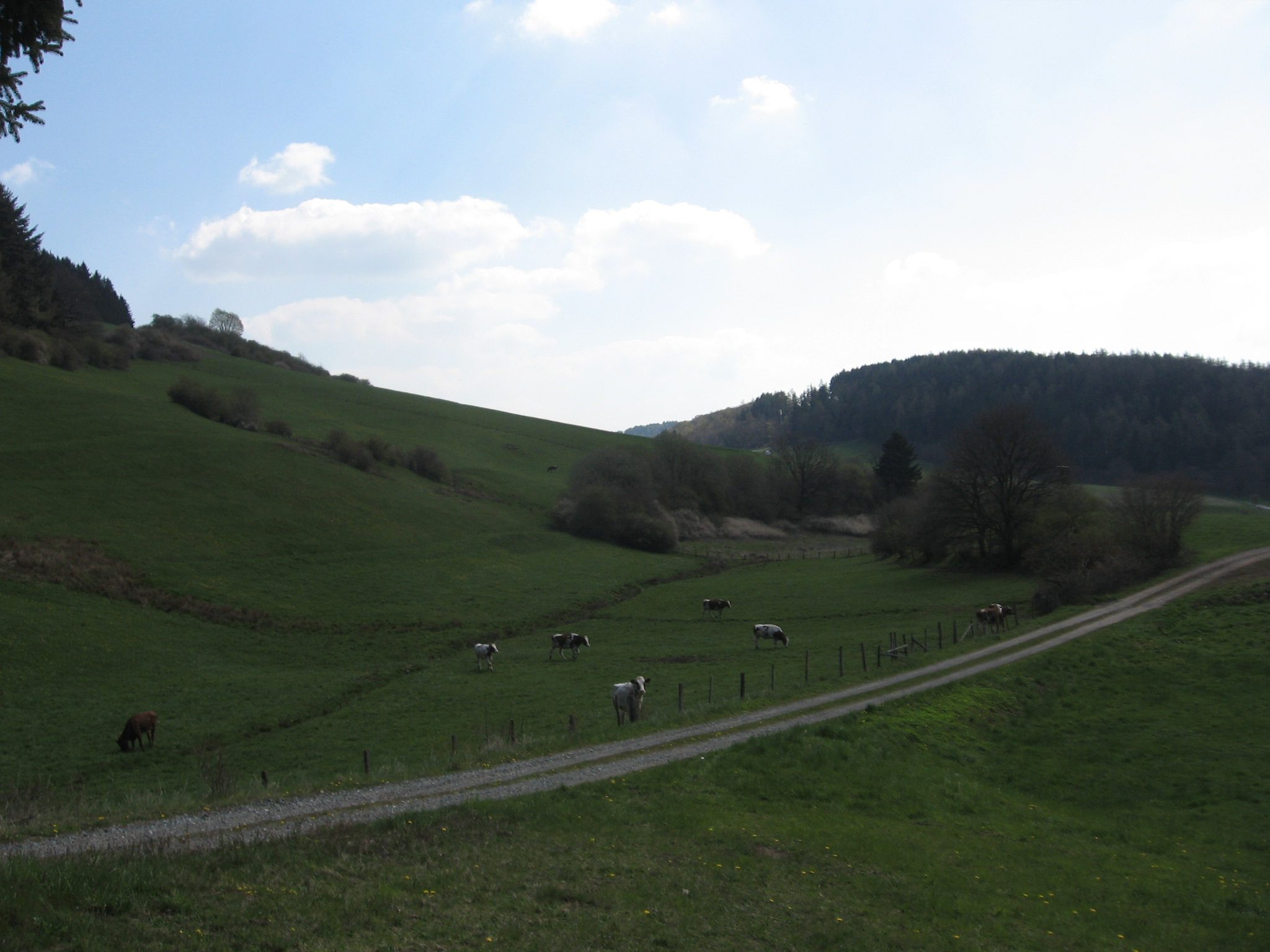
Bereich des NSG nach dem Quellbereich der Katmecke

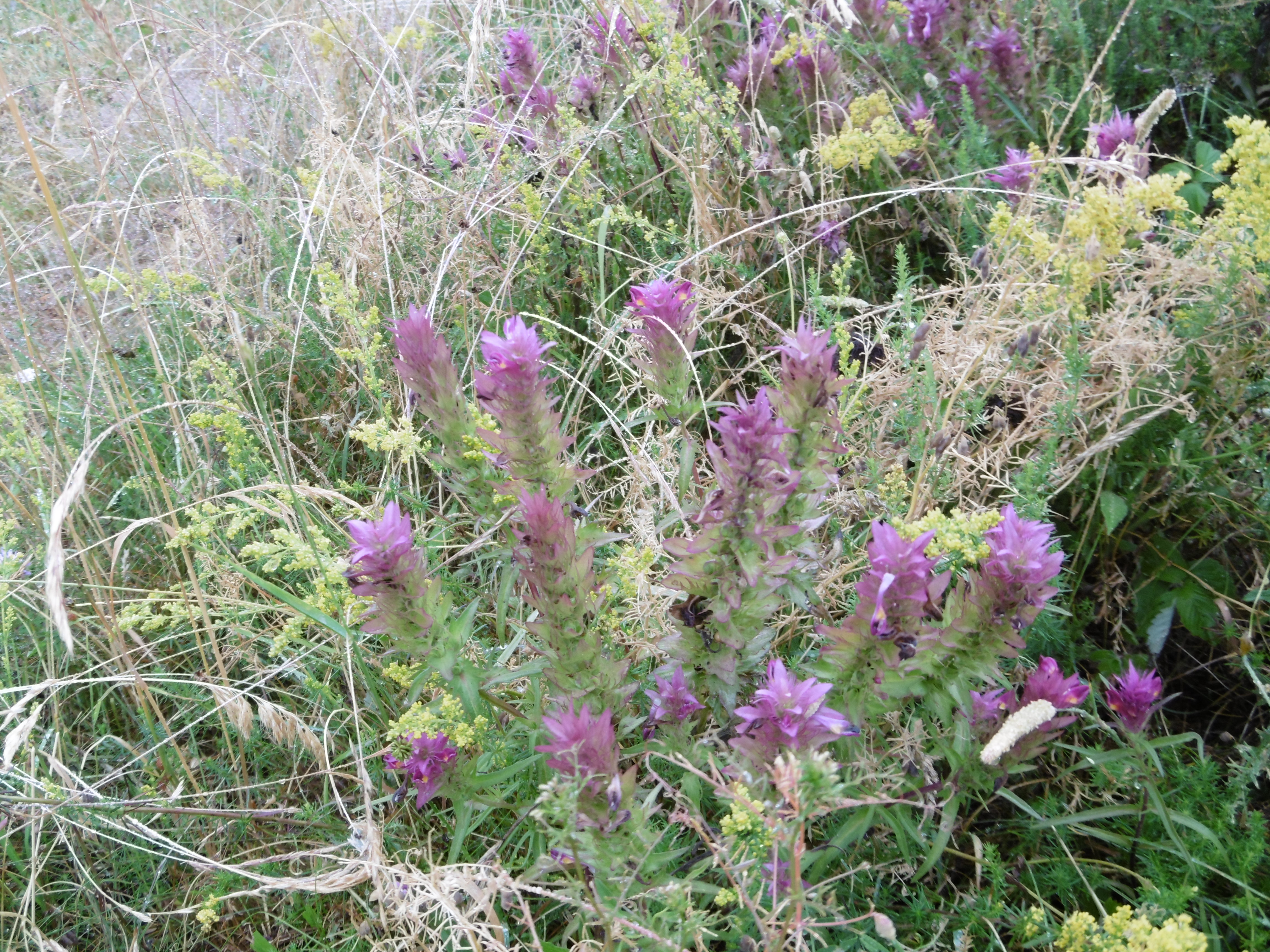
Acker-Wachtelweizen im NSG

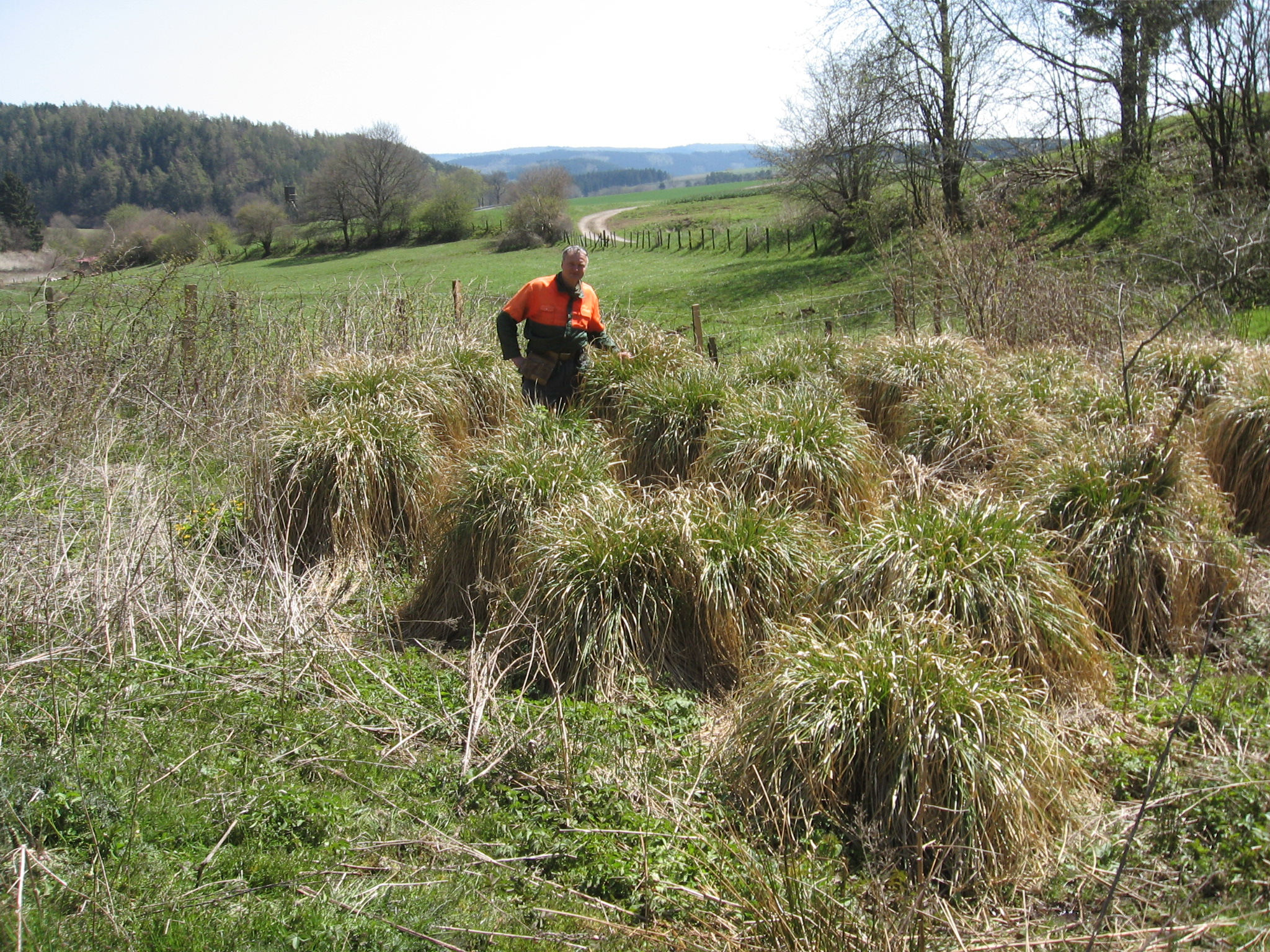
Bereich des Judenlochs mit Rispen-Segge

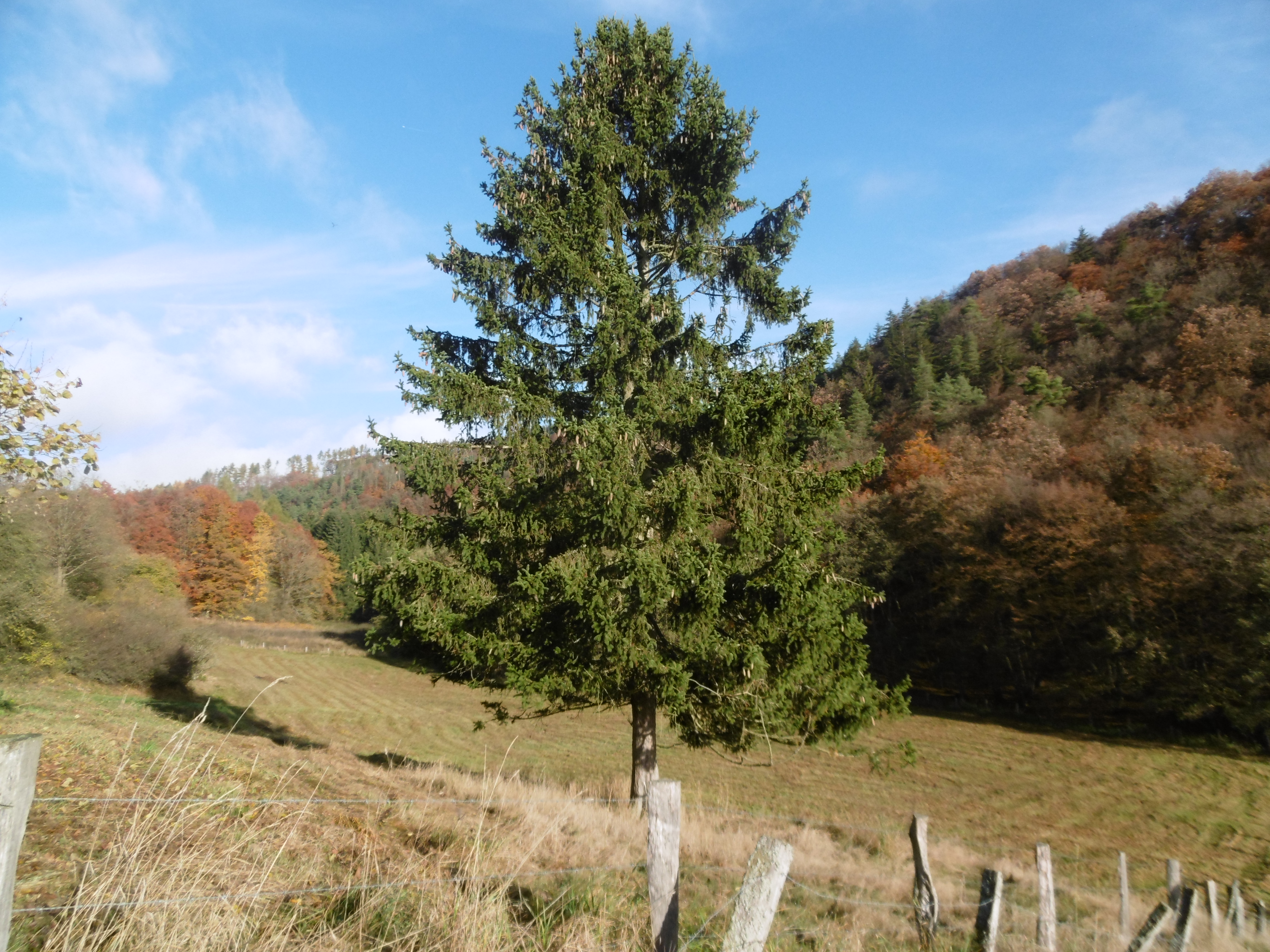
Südfläche

Das Naturschutzgebiet Katmecketal mit einer Größe von 30,19 ha liegt nordöstlich von Düdinghausen im Stadtgebiet von Medebach. Es wurde 2003 mit dem Landschaftsplan Medebach durch den Hochsauerlandkreis als Naturschutzgebiet (NSG) ausgewiesen. Das NSG ist Teil des Europäischen Vogelschutzgebiets Medebacher Bucht. Das NSG besteht aus zwei Teilflächen. Beide Teilflächen grenzen im Osten an Hessen.

## Gebietsbeschreibung
Im NSG handelt es sich um zwei Grünland-Bereiche strukturreichen Mittelgebirgstal Katmecketal mit Hecken. Teils kommt Magergrünland im NSG vor. Teilbereiche sind brach gefallen. Am Unter- und Mittelhang treten Sickerquellen zutage. Am Steilhang Fuchshohl ist ein krüppelwüchsigenr und lichter Rotbuchen-Eichenwald, durchsetzt von vegetationsarmen Flächen mit grusigem Schieferverwitterungsboden, ins NSG einbezogen. Im oberen Talraum stehen langgestreckte Hecken. Im NSG brüten Heckenbrüter wie Neuntöter. Der Bach Katmecke entspringt im Bereich Judenloch im NSG. Im Quellbereich und am Bachrinnsal auf der ersten Landparzelle des Bachlaufs befindet sich der größte Bereich mit Rispen-Segge im Hochsauerlandkreis. Im südlichen NSG-Bereich weist der Bachlauf der Bräumecke, die Katmecke hat im Unterlauf diesen Namen, markante Mäander auf. Im Naturschutzgebiet Katmecketal gibt es Grünland mit Rotschwingelweiden, Weidelgras-Weißkleeweiden, Glatthafer- und Goldhaferwiesen trockener bis mäßig feuchter Feuchtestufe. Im NSG kommen gefährdete Pflanzenarten vor. Im südlichen NSG-Teil ist der Talraum flächig brachgefallen.

## Pflanzen- und Tierarten im NSG
Im NSG kommen gefährdete Pflanzenarten vor. Das Landesamt für Natur, Umwelt und Verbraucherschutz Nordrhein-Westfalen dokumentierte im Schutzgebiet Pflanzenarten wie Acker-Hornkraut, Acker-Wachtelweizen, Acker-Witwenblume, Bachbunge, Berg-Platterbse, Besenginster, Besenheide, Bitteres Schaumkraut, Blutwurz, Borstgras, Breitblättriger Thymian, Dornige Hauhechel, Dreizahn, Echter Wurmfarn, Echtes Johanniskraut, Echtes Labkraut, Echtes Mädesüß, Echtes Springkraut, Frauenfarn, Gamander-Ehrenpreis, Geflecktes Johanniskraut, Gewöhnliche Kreuzblume, Gewöhnliches Ferkelkraut, Glattes Habichtskraut, Gras-Sternmiere, Großer Wiesenknopf, Hain-Sternmiere, Harzer Labkraut, Heide-Nelke, Kleine Bibernelle, Kleine Braunelle, Kleiner Klappertopf, Kleiner Wiesenknopf, Kleines Habichtskraut, Knolliger Hahnenfuß, Kriechende Hauhechel, Kriechender Hahnenfuß, Kuckucks-Lichtnelke, Magerwiesen-Margerite, Mittlerer Wegerich, Quell-Sternmiere, Raues Veilchen, Rundblättrige Glockenblume, Skabiosen-Flockenblume, Schlangen-Knöterich, Spitzlappiger Frauenmantel, Spitz-Wegerich, Sumpf-Dotterblume, Sumpf-Labkraut, Sumpf-Pippau, Sumpf-Storchschnabel, Sumpf-Vergissmeinnicht, Teich-Schachtelhalm, Wald-Ehrenpreis, Wald-Engelwurz, Waldmeister, Weißes Labkraut, Wiesen-Bocksbart, Wiesen-Bärenklau, Zaun-Wicke und Zweispaltiger Hohlzahn.
Zum Wert des Schutzgebietes führt der Landschaftsplan auf: „Es handelt sich hier um ein floristisch, vegetationskundlich und strukturell vielfältiges Mittelgebirgstal, das auch ein Bruthabitat des Neuntöters als Leitart im Vogelschutzgebiet "Medebacher Bucht" ist.“

## Schutzzweck und spezielles Gebot
Laut Landschaftsplan erfolgte die Ausweisung zum:
- „Erhaltung eines vielfältigen Mittelgebirgstales mit differenzierten Grünland Lebensräumen unterschiedlicher Feuchtestufen und einem Steilhang Buchenmischwald sowie deren Vergesellschaftungen als Lebensraum zahlreicher gefährdeter Tier- und Pflanzenarten. Das NSG dient auch der nachhaltigen Sicherung besonders schutzwürdiger Lebensräume nach § 62 LG.“[1]

Im NSG wurde das spezielle Gebot festgesetzt: „Der Laubwald auf dem Steilhang „Fuchshohl“ ist aus der forstlichen Nutzung zu nehmen und der natürlichen Entwicklung zu überlassen (§ 26 LG).“